# Costus vargasii
Costus vargasii är en enhjärtbladig växtart som beskrevs av Paulus Johannes Maria Maas och Hillegonda Maas. Costus vargasii ingår i släktet Costus och familjen Costaceae.
Artens utbredningsområde är Peru. Inga underarter finns listade.